# Альбертус Генрікус Вісе
Альбертус Генрікус Вісе (нід. Albertus Henricus Wiese; 1761 — 1810) — тридцять п'ятий генерал-губернатор Голландської Ост-Індії (1805-1808 роки). За цей час Голландська республіка стала спочатку Батавською республікою а потім Королівством Голландія. Голландські володіння в Ост-Індії знаходились під тиском інших європейських держав, особливо Великої Британії, в той час як місцеві правителі користались нестабільністю для укріплення своєї влади. Слабкість контролю з боку метрополії призводив до росту корупції, кумівства і беззаконня.
Альбертус Генрікус Вісе займав посаду в останні роки Батавської республіки і перши роки Голландського королівства. Під час його правління британці висадились на Яві. Для відновлення контролю, уряд послав в колонії революційного генерала Дендельса, який одразу ж змістив Вісе і спробував вигнати британців. Вісе повернувся в Європу, де помер в 1810 році в Гарлемі.
Майбутній генерал-губернатор і міністр колоній Йоханнес ван ден Бош за керівництва Вісе був генерал-ад'ютантом.